# أمبر ريفز
كانت أمبر بلانكو وايت (1 يوليو 1887 - 26 ديسمبر 1981) كاتبة وباحثة نسوية بريطانية من مواليد نيوزيلندا.

## الحياة المبكرة
وُلدت ريفز في كرايستشرش في نيوزيلندا، وهي كبري ثلاثة أطفال للناشطة النسوية المنتمية للجمعية الفابية مود بيمبر ريفيس (اسمها قبل الزواج روبيسون؛ 1865–1953) والسياسي النيوزيلندي والمصلح الاجتماعي ويليام بيمبر ريفز.
انتقلت العائلة إلى لندن عام 1896، حيث أصبح والدها الوكيل العام لنيوزيلندا. انضمت عمتها الأرملة وأبناء عمومتها وخدمها إلى الأسرة في حدائق كورنوال بكنزينغتون في لندن. وقالت: «بغضت عيش لندن بعد نيوزيلندا». «لا حرية. لا شاطئ. شوارع، شوارع، شوارع. منازل، منازل».
التحقت ريفز بمدرسة كنزينغتون الثانوية حتى عام 1904، ثم سافرت إلى أوروبا لتتقن اللغة الفرنسية. لم يكن والدها قد آمن بالكامل بالتعليم العالي للمرأة؛ عندما خيرها بين أول مثول لها أمام المحكمة أو الذهاب إلى جامعة كامبريدج؛ اختارت كامبريدج. بدأت ريفز بعدها دراسة العلوم الأخلاقية (الفلسفة) في كلية نيونهام في عام 1905. من غير المرجح أن معارضة والدها تكررت لأنه دائمًا ما أشاد بإنجازاتها الأكاديمية.

## العمل والحياة الأسرية
عملت ريفز لدى وزارة العمل، حيث أوكل إليها توظيف النساء. كان جزءًا من وظيفتها تشجيع العمال وأصحاب العمل على رؤية أن النساء قادرات على أداء مجموعة واسعة من المهام أكثر مما يُتوقع منهن في العادة. تولت فيما بعد مسؤولية أجور النساء في وزارة الذخائر. عُينت في مجلس وايتلي في عام 1919، ولكن أُنهي تعيينها في العام نفسه. كتب همبرت وولف، وهو موظف حكومي، إلى ماثيو ناثان، أمين المجلس، مشيرًا إلى أن إنهاء خدمة أمبر كان سببه الأساسي أنها امرأة متزوجة، وأن السماح لها بالاستقالة من الخدمة العامة كان «غبيًا حقًا».
قادها نضالها في قضية النساء العاملات، بحلول عام 1921، إلى مواجهة الجنود السابقين من أصحاب النفوذ الواسع الذي تجلبه لهم تنظيماتهم. قيل لها إن وفدًا من النواب قد اتصل بالوزير وادعى أنه لا يمكن لأي جندي سابق أن ينام بسلام أثناء بقائها في الخدمة المدنية. تلقت إشعارًا بالفصل، وباستثناء عن الوقت الذي عملت فيه في وزارة العمل في عام 1922، كانت تلك نهاية مسيرتها المهنية في الخدمة المدنية. بدأت العمل على كتابها أعط وخذ الذي نُشر عام 1923. لم تكن أمبر على وفاق مع مبدأ ربة المنزل؛ كتبت في وقت ما:
أعتقد أن حياة غسل الأطباق في منازل صغيرة منفصلة والخضوع بالضرورة في كل المناحي للرجل الذي يكسب العيش، جد مدمرة للنساء ولأي رأي من شأنهن التأثير فيه. إنها مذلة وتضييق وما من حجة تقف في صالح الأمر... .. كم أود الانخراط في العمل الجاد مرة أخرى، ذاك العمل الذي يضع المرء في مواجهة الحياة الخارجية.
شاب التوتر زواجها بجورج ريفرز بلانكو وايت. أيّد كلاهما في شبابهما التعبير عن الحب الحر وقد شاع هذا الاتجاه آنذاك في المجتمع الأدبي والفكري واليساري، ولكن مع تقدمهما في السن بدأت هذه المواقف تتغير. كتبت عن الزواج في كتابها القلق عند النساء، وذكرت أنه إذا اختار الناس كسر القواعد الأخلاقية، فيجب عليهم أن يستعدوا للتعامل مع الذنب. ذكرت أيضًا أنه إذا كانت الزوجة خائنة، فلا ينبغي لها أن تخبر زوجها، فكتبت: «إذا وُجدت حالة يُعد فيها الكذب الصريح مبررًا، فهذه هي».
كان لدى ريفز طفلان بالإضافة إلى آنا جين، وهما توماس، محامي براءات الاختراع، و(مارغريت) جاستن بلانكو وايت، المهندسة المعمارية. تزوجت جاستن بعالم الأحياء كونراد هال وادينجتون، وأنجبا ابنتان، عالمة الرياضيات دوسا ماكدوف وعالمة الأنثروبولوجيا كارولين همفري.